# Cartura
Cartura település Olaszországban, Veneto régióban, Padova megyében. Lakosainak száma 4567 fő (2023. január 1.). Cartura Bovolenta, Casalserugo, Conselve, Due Carrare, Maserà di Padova, Pernumia, San Pietro Viminario és Terrassa Padovana községekkel határos.

## Népesség
A település népességének változása:
| Lakosok száma | 4637 | 4680 | 4567 |
|               | 2017 | 2018 | 2023 |